# Dana Schoenfield
Dana Schoenfield   (Harvey, 13 d'agost de 1953) és una nedadora estatunidenca, ja retirada, especialista en braça, que va competir durant la dècada de 1970.
El 1972 va prendre part en els Jocs Olímpics d'Estiu de Munic, on va guanyar la medalla de plata en els 200 metres braça del programa de natació. El 1972 guanyà el campionat de l'AAU.
Va estudiar comunicació a la Universitat de Califòrnia, Los Angeles (UCLA), on va ajudar a fundar l'equip de natació femení UCLA Bruins i posteriorment va treballar com a relacions públiques en empreses de publicitat a Califòrnia.